# Кавая (округ)
Кавая (алб. Rrethi i Kavajës) — один з 36 округів Албанії, розташований на заході країни.
Округ займає територію 393 км² і відноситься до області Тирана. Адміністративний центр — місто Кавая.

## Географічне положення
Округ Кавая знаходиться в Центральній Албанії, на узбережжі Адріатичного моря на південь від міста Дуррес. Широку прибережну рівнину на сході змінюють пагорби висотою до 400 м. Південний кордон з округом Люшня утворює річка Шкумбіні.
Більшість населення проживає в сільській місцевості.

## Економіка і промисловість
Адміністративний центр округу, Кавая, був побудований на торговому шляху з Дурреса і Тирани в Південну Албанію, а у 2000 році тут був побудований один з перших автобанів країни. У майбутньому, відродження економіки в окрузі пов'язують насамперед з туризмом. У селища Голем поруч з бухтою Дурреса будується безліч готелів, ресторанів і дискотек.

## Адміністративний поділ
Територіально округ розділений на міста Кавая і Рогожина і 10 громад: Golem, Gosë, Helmës, Kryevidh, Lekaj, Luz i Vogël, Sinaballaj, Synej.